# بنطوس
البنطوس (باللاتينية: Puntius) (نقحرة: بونتيوس) هي جنس من الأسماك ينتمي لعائلة شبوطيات.